# Giovanni V di Sutri
Giovanni (fl. XIV secolo) è stato vescovo di Sutri, storicamente documentato nel 1340.

## Biografia
Non si hanno notizie sulla vita e l'operato del vescovo Giovanni. Arciprete sutrino, il 20 marzo 1340 fu nominato da papa Benedetto XII vescovo di Sutri, diocesi rimasta vacante per la morte di Uguccione di Perugia. Il 18 maggio successivo Giovanni pagò 50 fiorini di obligazioni come tassa per la sua nomina.
Il suo episcopato durò solo due anni. Il 19 luglio 1342, per la morte di Giovanni, papa Clemente VI nominò alla sede sutrina il nuovo vescovo Giovanni Vergoni.